# Кяхтинский
Кя́хтинский — посёлок в Бодайбинском районе Иркутской области России. Входит в Балахнинское муниципальное образование.
Находится на левом берегу реки Бодайбо, в 10 км к северу от районного центра — города Бодайбо — и 9 км к югу от центра городского поселения — рабочего посёлка Балахнинского.

## Население
| 2002 | 2010 | 2011 | 2012 |
| ---- | ---- | ---- | ---- |
| 89   | ↘24  | →24  | ↘21  |